# نادي أوداكس (البرازيل)
غراميو اساسكو اوداكس اسبورت كلوب هو نادي كرة قدم برازيلي أٌسس عام 1985.